# Сливко, Виктория Александровна
Виктория Александровна Сливко (род. 5 мая 1994 года, Алексеевка) — российская биатлонистка, чемпионка Европы, чемпионка мира среди девушек. Мастер спорта международного класса.

## Карьера
Биатлоном начала заниматься в 2008 году. В 2013 году стала чемпионкой мира среди юниоров в эстафете в австрийском Обертиллиахе. В 2014 и 2015 годов вместе с партнёрами по команде стала обладателем серебряных медалей. В 2015 году дважды побеждала на чемпионате Европы среди юниоров в эстонском Отепя.
Перед сезоном 2015/2016 попала в расширенный состав сборной России. В сезоне 2015/2016 выступала в Кубка IBU. В декабре 2015 года одержала первую победу — в смешанной эстафете в итальянском Риднау.
В феврале 2016 года вместе с Антоном Бабиковым одержала победу на чемпионате Европы в Тюмени.
На всероссийских соревнованиях выступает за Тюменскую область.
4 апреля 2018 года в Ханты-Мансийске, Виктория заняла второе место в масс-старт на чемпионате России по биатлону.
В сезоне 2018/2019 Сливко выступала на Кубке IBU и завоевала Большой хрустальный глобус, опередив ближайшую соперницу Надин Хорхлер из Германии на 147 очков.

### Кубок мира
Дебютировала на этапе в Рупольдинге 12 января 2017 года в составе эстафетной команды.
В личных гонках дебютировала только 2 месяца спустя, 10 марта 2017 года, в Контиолахти. Спринт завершила 58-й, тем самым пробившись в гонку преследования.
Личный рекорд установлен в сезоне 2016—2017 — в гонке преследования на этапе в норвежском Холменколлене — 24 место.

## Статистика результатов на Кубке Мира
| 2018/2019 Итоги | 2018/2019 Итоги | Поклюка | Поклюка | Поклюка | Поклюка | Поклюка | Хохфильцен | Хохфильцен | Хохфильцен | Нове-Место | Нове-Место | Нове-Место | Оберхоф | Оберхоф | Оберхоф | Рупольдинг | Рупольдинг | Рупольдинг | Антхольц | Антхольц | Антхольц | Канмор | Канмор | Солт-Лейк-Сити | Солт-Лейк-Сити | Солт-Лейк-Сити | Солт-Лейк-Сити | ЧМ Эстерсунд | ЧМ Эстерсунд | ЧМ Эстерсунд | ЧМ Эстерсунд | ЧМ Эстерсунд | ЧМ Эстерсунд | ЧМ Эстерсунд | Холменколлен | Холменколлен | Холменколлен |
| Очков           | Место           | Сусм    | См      | Инд     | Спр     | Пр      | Спр        | Пр         | Эст        | Спр        | Пр         | МС         | Спр     | Пр      | Эст     | Спр        | Эст        | МС         | Спр      | Пр       | МС       | Инд    | Эст    | Спр            | Пр             | Сусм           | См             | См           | Спр          | Пр           | Инд          | Сусм         | Эст          | МС           | Спр          | Пр           | МС           |
| 24              | 84              | —       | —       | —       | —       | —       | —          | —          | —          | —          | —          | —          | —       | —       | —       | —          | —          | —          | —        | —        | —        | —      | —      | —              | —              | —              | —              | —            | —            | —            | —            | —            | —            | —            | 24           | 34           | —            |

| 2017/2018 Итоги | 2017/2018 Итоги | Эстерсунд | Эстерсунд | Эстерсунд | Эстерсунд | Эстерсунд | Хохфильцен | Хохфильцен | Хохфильцен | Анси | Анси | Анси | Оберхоф | Оберхоф | Оберхоф | Рупольдинг | Рупольдинг | Рупольдинг | Антхольц | Антхольц | Антхольц | ОИ Пхёнчхан | ОИ Пхёнчхан | ОИ Пхёнчхан | ОИ Пхёнчхан | ОИ Пхёнчхан | ОИ Пхёнчхан | Контиолахти | Контиолахти | Контиолахти | Контиолахти | Холменколлен | Холменколлен | Холменколлен | Тюмень | Тюмень | Тюмень |
| Очков           | Место           | Сусм      | См        | Инд       | Спр       | Пр        | Спр        | Пр         | Эст        | Спр  | Пр   | МС   | Спр     | Пр      | Эст     | Инд        | Эст        | МС         | Спр      | Пр       | МС       | Спр         | Пр          | Инд         | МС          | См          | Эст         | Спр         | Сусм        | См          | МС          | Спр          | Эст          | Пр           | Спр    | Пр     | МС     |
| 33              | 71              | 8         | —         | 27        | 35        | 34        | —          | —          | 4          | 64   | —    | —    | 67      | —       | 4       | 39         | —          | —          | —        | —        | —        | —           | —           | —           | —           | —           | —           | 37          | —           | —           | —           | 73           | 9            | —            | 64     | —      | —      |

| 2016/2017 Итоги | 2016/2017 Итоги | Эстерсунд | Эстерсунд | Эстерсунд | Эстерсунд | Эстерсунд | Поклюка | Поклюка | Поклюка | Нове-Место | Нове-Место | Нове-Место | Оберхоф | Оберхоф | Оберхоф | Рупольдинг | Рупольдинг | Рупольдинг | Антхольц | Антхольц | Антхольц | ЧМ Хохфильцен | ЧМ Хохфильцен | ЧМ Хохфильцен | ЧМ Хохфильцен | ЧМ Хохфильцен | ЧМ Хохфильцен | Пхёнчхан | Пхёнчхан | Пхёнчхан | Контиолахти | Контиолахти | Контиолахти | Контиолахти | Холменколлен | Холменколлен | Холменколлен |
| Очков           | Место           | Сусм      | См        | Инд       | Спр       | Пр        | Спр     | Пр      | Эст     | Спр        | Пр         | МС         | Спр     | Пр      | МС      | Эст        | Спр        | Пр         | Инд      | МС       | Эст      | См            | Спр           | Пр            | Инд           | Эст           | МС            | Спр      | Пр       | Эст      | Спр         | Пр          | Сусм        | См          | Спр          | Пр           | МС           |
| 31              | 76              | —         | —         | —         | —         | —         | —       | —       | —       | —          | —          | —          | —       | —       | —       | 13         | —          | —          | —        | —        | 5        | —             | —             | —             | —             | —             | —             | —        | —        | —        | 58          | 38          | —           | —           | 30           | 24           | —            |